# 姚丙吉
姚丙吉，浙江归安（浙江湖州）人，清朝政治人物。
姚丙吉曾于1885年接替时乃风任松江府知府一职，1887年由恩兴接任。